# 이온 체르네아
이온 체르네아(루마니아어: Ion Cernea, 1933년 10월 21일~2025년 6월 30일)는 루마니아의 전 레슬링 선수, 지도자이다. 1960년 하계 올림픽 그레코로만형 밴텀급에서 은메달, 1964년 하계 올림픽 그레코로만형 밴텀급에서 동메달을 획득했으며 세계 선수권 대회에서 금메달 1개, 은메달 1개를 획득했다.